# ناحية كسب
ناحية كسب إحدى نواحي سوريا تتبع إداريّاً لمحافظة اللاذقية منطقة اللاذقية ومركزها بلدة كسب، بلغ تعداد سكان الناحية 1,927 نسمة حسب التعداد السكاني لعام 2004.

## تجمعات ناحية كسب السكانية[2]
| التجمع السكاني  | عدد السكان |
| --------------- | ---------- |
| زيتونة زيتونجوك | 813        |
| كسب             | 1,754      |